# Karis Paige Bryant
Karis Paige Bryant (Arlington, 16 giugno 1985) è un'attrice statunitense.

## Biografia
Karis Bryant ha partecipato a vari film e telefilm, ma in Italia è ricordata in modo particolare per aver fatto parte del cast nel 1999 nel ruolo di Jenny Gordon nella serie televisiva Streghe, prodotta dalla WB Network e trasmessa in Italia da Rai 2, Fox, LA7 e Rai 4.
Nel 2009 interpreta Lizzi Miller, una dei protagonisti del film From the Dark, mentre nel 2010 ha recitato in Final Witness nel ruolo di Erin Caffey.

## Filmografia

### Cinema
- Universal Soldier: The Return, regia di Mic Rodgers (1999)
- From the Dark, regia di Cliff McClelland e Tom Zembrod (2009)

### Televisione
- A Killing in a Small Town, regia di Stephen Gyllenhaal – film TV (1990)
- Una strana storia d'amore (The Substitute Wife), regia di Peter Werner – film TV (1994)
- Conosci l'uomo nero? (While Justice Sleeps), regia di Ivan Passer – film TV (1994)
- Falsa verità (The Unspoken Truth), regia di Peter Werner – film TV (1995)
- Una madre coraggiosa (The People Next Door), regia di Tim Hunter – film TV (1996)
- Walker Texas Ranger – serie TV, episodio 5x10 (1996)
- Streghe (Charmed) – serie TV, 4 episodi (1999)
- Final Witness – serie TV, 1 episodio (2012)

## Doppiatrici italiane
Nelle versioni in italiano dei suoi film, Karis Paige Bryant è stata doppiata da:
- Domitilla D'Amico in Universal Soldier: The Return
- Letizia Ciampa in Streghe